# Pearls of Passion
Pearls of Passion is het debuutalbum en tevens studioalbum van het Zweedse duo Roxette, uitgegeven op 31 oktober 1986 door EMI. Het album stond op nummer 2 in Zweden en werd tevens een klein succes in Canada. Het album Look Sharp! zorgde echter voor een wereldwijde doorbraak. Overigens is Pearls of Passion heruitgebracht met extra tracks in 1997.

## Tracklist
Alle nummers zijn geschreven door Per Gessle tenzij het anders staat aangegeven.

| 1.                 | Soul Deep                                              | 03:37 |
| 2.                 | Secrets That She Keeps                                 | 03:41 |
| 3.                 | Goodbye To You                                         | 04:00 |
| 4.                 | I Call Your Name                                       | 03:36 |
| 5.                 | Surrender                                              | 04:19 |
| 6.                 | Voices (Muziek van Marie Fredriksson en Per Andersson) | 04:42 |
| 7.                 | Neverending Love                                       | 03:26 |
| 8.                 | Call Of The Wild                                       | 04:29 |
| 9.                 | Joy Of A Toy (Muziek van Mats Persson en Per Gessle)   | 03:03 |
| 10.                | From One Heart To Another                              | 04:07 |
| 11.                | Like Lovers Do                                         | 03:22 |
| 12.                | So Far Away (Tekst van Hasse Huss en Per Gessle)       | 05:16 |
| Totale duur: 47:44 |                                                        |       |

| 13.                | Pearls of Passion                                         | 03:35 |
| 14.                | It Must Have Been Love (Christmas For The Broken Hearted) | 04:49 |
| 15.                | Turn To Me                                                | 02:58 |
| 16.                | Neverending Love (Tits & Ass Demo - 1986)                 | 02:45 |
| 17.                | Secrets That She Keeps (Tits & Ass Demo - 1986)           | 02:43 |
| 18.                | I Call Your Name (Montezuma Demo - 1986)                  | 03:04 |
| 19.                | Neverending Love (Frank Mono-Mix - 1987)                  | 03:19 |
| 20.                | I Call Your Name (Frank Mono-Mix 1987)                    | 03:21 |
| Totale duur: 74:35 |                                                           |       |

| 13.                | Pearls of Passion                               | 03:35 |
| 14.                | Neverending Love (Tits & Ass Demo - 1986)       | 02:45 |
| 15.                | Secrets That She Keeps (Tits & Ass Demo - 1986) | 02:54 |
| Totale duur: 56:58 |                                                 |       |